# Sphoeroides nephelus
Sphoeroides nephelus is een straalvinnige vissensoort uit de familie van kogelvissen (Tetraodontidae). De wetenschappelijke naam van de soort is voor het eerst geldig gepubliceerd in 1882 door Goode & Bean.